# Lavotchkin-Gorbunov-Gudkov LaGG-1
O Lavochkin-Gorbunov-Gudkov LaGG-1 (em russo:  Лавочкин-Горбунов-Гудков ЛаГГ-1) foi um caça soviético utilizado durante a Segunda Guerra Mundial. Apesar de não muito bem-sucedido, formou a base para uma série de aeronaves que eventualmente se tornaria um dos mais formidáveis caças soviéticos da guerra.

## Projeto e desenvolvimento
O LaGG-1 foi projetado em 1938 como uma aeronave leve projetada em torno do motor Klimov M-105 e construído com madeira compensada, economizando materiais estratégicos. O primeiro protótipo voou em 30 de março de 1940 e, uma vez que as dificuldades iniciais foram resolvidas, provou ser promissor. Nesta época, entretanto, a necessidade de modernizar a Força Aérea Soviética tinha ficado claro devido à perdas recentes na Guerra de Inverno com a Finlândia e, a aeronave, inicialmente designada I-22 foi solicitada em produção. Cerca de 100 aeronaves foram enviadas para esquadrões de avaliação e logo tornou-se clara a falta de aeronaves como essas. O novo caça provou ter pouca potência. Faltava agilidade e alcance. Entretanto, enquanto os protótipos eram cuidadosamente construídos e finalizados, os modelos produzidos em série eram comparativamente piores.
As modificações subsequentes tomadas pela Lavotchkin resultariam no LaGG-3.

## Operadores
União Soviética
- Força Aérea Soviética